# Kongres Kultury Polskiej

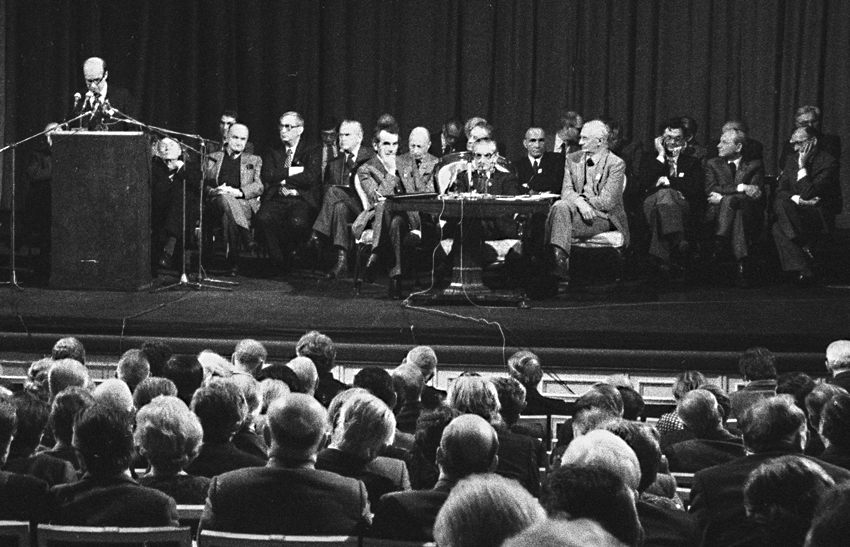
Kongres Kultury Polskiej zwołany w 1981

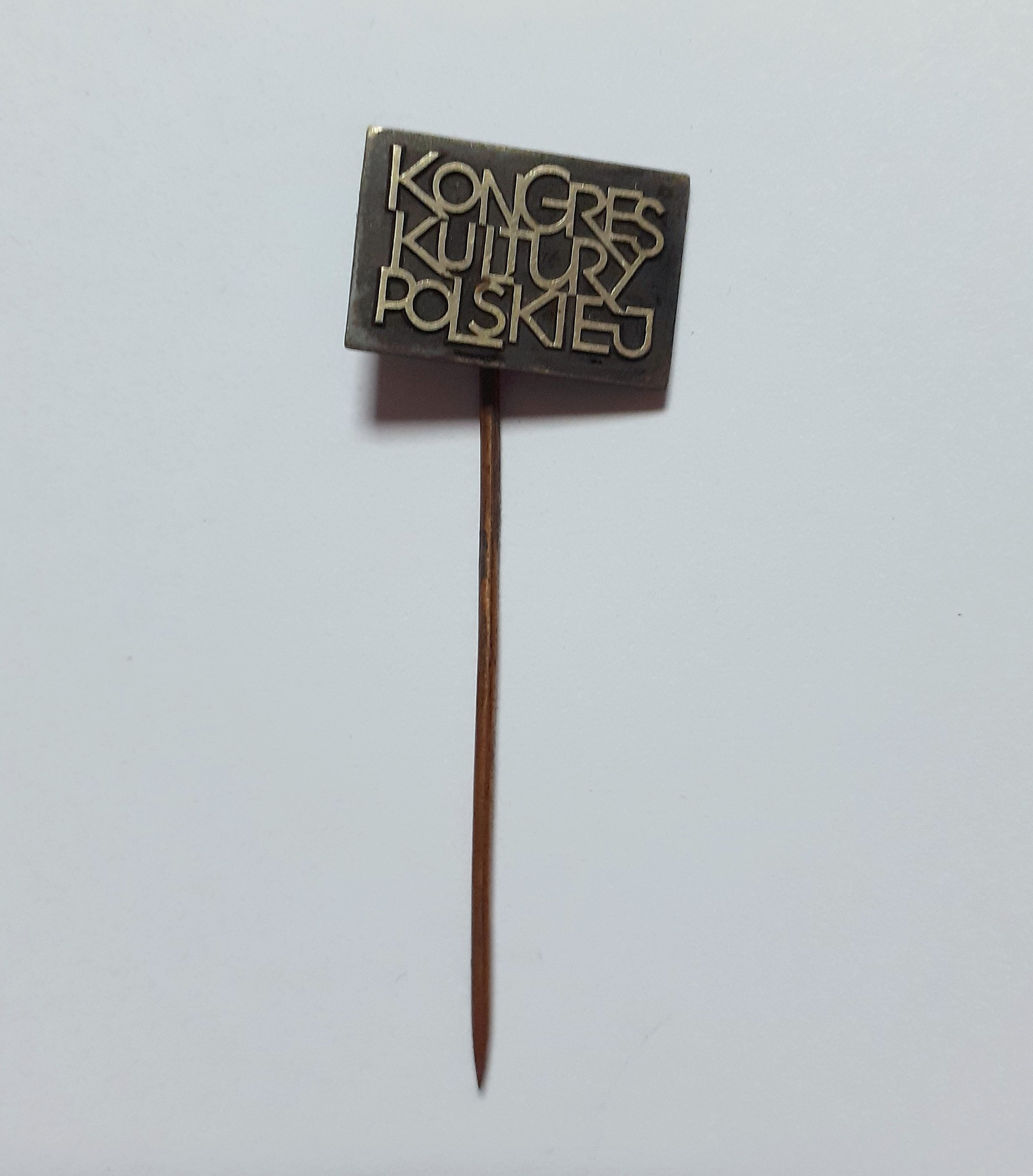
Przypinka Kongresu Kultury Polskiej

Kongres Kultury Polskiej – zjazd polskich intelektualistów; zjazdy odbyły się w 1910, 1936, 1966, 1981, 2000, 2009, 2016.

## Niezależny Kongres Kultury Polskiej 1981
Został zwołany przez „Komitet Porozumiewawczy Stowarzyszeń Twórczych i Naukowych”. Nazwą nawiązywał do organizowanych w Polsce, a także na emigracji państwowych, oficjalnych Kongresów. :
- I Zjazdu Grunwaldzkiego, 15–17 lipca 1910, Kraków
- II „Antyfaszystowskiego” Kongresu Kultury Polskiej, 16–17 maja 1936, Lwów
- III „Milenijnego” Kongresu Kultury Polskiej, 7–9 października 1966, Warszawa, Teatr Wielki[2]-
- IV Kongres Kultury Polskiej miał trwać od piątku 11 grudnia do niedzieli 13 grudnia 1981 r.,

Niezależny Kongres Kultury Polskiej poprzez przymiotnik „niezależny” (używany w latach 1980–1981 przez wszystkie „solidarnościowe” inicjatywy społeczne) – akcentował swą niezależność i autentyczność. Przygotowywało go merytorycznie 21 artystów i uczonych m.in. kompozytorzy Krzysztof Penderecki i Witold Lutosławski, reżyserzy Andrzej Wajda i Kazimierz Dejmek, uczeni Aleksander Gieysztor, Stefan Nowak i Klemens Szaniawski.
Przerwało go wprowadzenie stanu wojennego. Kongres jak i wszystkie związki i stowarzyszenia twórcze i naukowe został tego dnia formalnie „zawieszony”. Niektórzy jego uczestnicy zostali zatrzymani i internowani (m.in. Klemens Szaniawski, Jan Strzelecki, Andrzej Kijowski, Andrzej Szczypiorski, Wiktor Woroszylski).
W Kongresie Kultury Polskiej wzięli udział m.in.: Karol Małcużyński, Andrzej Szczepkowski, Klemens Szaniawski, Stefan Nowak, Konrad Górski, Aleksandra Śląska, Jerzy Waldorff, Aleksander Gieysztor, Władysław Hasior, Witold Lutosławski, Kazimierz Dziewanowski, Andrzej Jarecki, Jan Strzelecki, Jan Białostocki, Andrzej Kijowski, Tadeusz Kantor, Andrzej Zakrzewski, Andrzej Szczypiorski.

## V Kongres Kultury Polskiej 2000
„Odwieszenie” Kongresu nastąpiło dopiero po dziewiętnastu latach w grudniu 2000 r. Piąty Kongres Kultury Polskiej 2000 odbył się w Warszawie w dniach 8–10 grudnia 2000 r. Powołano Radę Programową i Komitet Organizacyjny z prof. Andrzejem Sicińskim ma czele. Obradowano jednak w zupełnie już innych warunkach społecznych i ekonomicznych.
„Kongres zakwestionował nieuchronność totalnej komercjalizacji kultury; omnipotencję praw rynku i dominację przemysłów kulturowych, jako głównych regulatorów i determinant jej rozwoju, postulując w swym przesłaniu, aby prawdziwe wartości, postaci twórców kultury i dzieła postawić w miejscu, w którym będą przedmiotem publicznej głośności i widoczności społecznej, godności i prestiżu, źródłem autorytetu. Przyjęte na Kongresie rezolucje, kierowane do władz naszego państwa, wskazywały ponadto na szereg konkretnych problemów wymagających, zdaniem uczestników, natychmiastowych działań. Wśród problemów tych wymieniono sytuację prawno-finansową instytucji kultury, organizacji non-profit i twórców. Zwrócono się również z apelem o wsparcie działań organizacji międzynarodowych występujących w obronie twórców z tych krajów świata, w których łamane są podstawowe zasady demokracji i swobody twórcze”.

## VI Kongres Kultury Polskiej 2009
Szósty Kongres Kultury Polskiej odbył się w dniach 23–25 września 2009 w Krakowie. Inicjatorem i patronem Kongresu był Minister Kultury i Dziedzictwa Narodowego Bogdan Zdrojewski. Kongres miał na celu podsumowanie zmian oraz debatę nad kondycją i wyzwaniami stojącymi przed kulturą, jak również podjęcie próby zdefiniowania na nowo jej misji. W ramach prac związanych z Kongresem powstał portal Kongres Kultury, stanowiący platformę wymiany myśli i wiedzy. Podczas Kongresu odbyło się 5 sesji plenarnych poświęconych problemom aksjologicznym, ekonomicznym, społecznym i instytucjonalnym kultury oraz 26 sympozjów tematycznych, podczas których toczyły się dyskusje m.in. wokół raportów o stanie kultury. W merytorycznej strukturze Kongresu określone zostały trzy tematy przewodnie: Przestrzenie twórczości (koncentrujące się na twórcach i ich działaniach), Instytucje dla kultury (wskazujące obszary i sposoby modernizacji oraz reformowania, a także stanowiące odpowiedź na pojawienie się nowych możliwości i narzędzi w obszarze organizowania życia kulturalnego) oraz Kultura w społeczeństwie (refleksje nad rolą kultury w życiu obywateli). W Kongresie wzięło udział 1500 osób, w tym m.in. Agnieszka Holland, Andrzej Wajda, Stanisław Bereś, Andrzej Rottermund, Krzysztof Penderecki, Antoni Wit, Leszek Balcerowicz.

## Kongres Kultury 2016
Kongres Kultury 2016 odbył się w dniach 7–9 października 2016 w Warszawie.